# Єркович Сергій Анатолійович
Сергій Анатолійович Єркович (народився 9 березня 1974 у м. Мінську, СРСР) — білоруський хокеїст, захисник. Заслужений майстер спорту Республіки Білорусь (2002).
Вихованець хокейної школи «Юність» (Мінськ) (тренер — Е.Мілушев). Виступав за «Тівалі» (Мінськ), «Лас-Вегас Тандер», «Локомотив» (Ярославль), «Гамільтон Бульдогс», «Металург» (Новокузнецьк), ТПС (Турку), «Хімік» (Воскресенськ), ХК «Гомель», «Юність» (Мінськ).
У складі національної збірної Білорусі провів 104 матчі (16 голів, 19 передач), учасник зимових Олімпійських ігор 1998; учасник кваліфікаційних турнірів до зимових Олімпійських ігор 1998, 2002 і 2006, учасник чемпіонатів світу 1994 (група C), 1995, 1996 (група B), 1998, 2001, 2003, 2004 (дивізіон I), 2005, 2006 2007.
Володар Континентального кубка (2007, 2011). Чемпіон Білорусі (1994, 1995, 2005, 2006, 2010, 2011), срібний призер (1996), бронзовий призер (1993, 2007). Володар Кубка Білорусі (2004-серпень, 2010).